# Adrien Dumont de Chassart
Adrien Dumont de Chassart (1 maart 2000) is een Belgische professionele golfer.

## Amateur
Adrien Dumont de Chassart zette zijn eerste stappen in de golfwereld op vijfjarige leeftijd op Golf de la Bruyère. Toen hij veertien was, stapte hij over naar Royal Waterloo, de club vlakbij Brussel, waar hij in 2024 nog steeds mee verbonden was. Al op jonge leeftijd maakte hij indruk: drie keer vertegenwoordigde hij België op de Eisenhower Trophy, het wereldkampioenschap voor amateurs, en in 2018 werd hij zelfs uitgeroepen tot beste Europese golfer onder de achttien jaar. Dumont de Chassart studeerde van 2018 tot 2023 aan de Universiteit van Illinois.
Toen Dumont de Chassart 15 jaar oud was, behaalde hij een tweede plaats op het prestigieuze Orange Bowl-toernooi in Miami, een van de belangrijkste toernooien voor spelers tot 18 jaar.
Na zijn studies maakte Dumont de Chassart de overstap naar het professionele circuit. In 2022 kwalificeerde hij zich voor de U.S. Open via een kwalificatietoernooi in Springfield, Ohio.

## Professional
In juni 2023 werd Dumont de Chassart professional en boekte meteen een zege door bij zijn debuut de BMW Charity Pro-Am op de Korn Ferry Tour te winnen. In een play-off versloeg hij Josh Teater. Een week later was hij opnieuw dicht bij de overwinning tijdens het Blue Cross and Blue Shield of Kansas Wichita Open. Na 72 holes stond hij bovenaan het klassement, maar moest hij zich uiteindelijk gewonnen geven op de eerste extra hole van de play-off. Zijn sterke prestaties leverden hem de titel van Korn Ferry Tour Rookie of the Year voor het seizoen 2023 op.
In januari 2024 maakte Dumont de Chassart zijn debuut op de PGA Tour tijdens de Sony Open in Hawaï, waar hij de cut miste. Later die maand behaalde hij zijn eerste PGA Tour-weekendplaats met een 75e positie en een totaalscore van +3 op de Farmers Insurance Open. Op 10 maart 2024 behaalde hij een 6e plaats op de Puerto Rico Open. Zijn beste resultaat van dat jaar werd gevolgd door een gedeelde 3e plaats op het Butterfield Bermuda Championship op 17 november 2024 met een totaalscore van -15.
Naast zijn successen op de PGA Tour vertegenwoordigde Dumont de Chassart België op de Olympische Spelen van 2024 in Parijs. Samen met Thomas Detry nam hij deel aan het golftoernooi, dat plaatsvond van 1 tot 4 augustus op Le Golf National in Saint-Quentin-en-Yvelines.

## Gewonnen als amateur
- 2015: King's Prize [8]
- 2017: European Men's Club Trophy, International Juniors of Belgium, Belgian National Juniors U18, Belgian International Amateur Championship
- Grand Prix AFG 2018, Belgian National Junior U18 Championship, Grand Prix AFG en Internationaux de France U18 - Trophee Carlhian
- 2019 Big Ten Championship[9], Tar Heel Intercollegiate[10]
- 2020 Golfweek Purdue Amateur [11]
- 2022 Boilermaker Invitational [12]
- 2023 Fighting Illini Spring Collegiate [13]

## Gewonnen als prof
- 2023: BMW Charity Pro-Am - Korn Ferry Tour